# Bledius frater
Bledius frater är en skalbaggsart som beskrevs av Ernst Gustav Kraatz 1857. Bledius frater ingår i släktet Bledius, och familjen kortvingar. Arten har ej påträffats i Sverige.